# Ignác z Hardeggu
Jan Ignác František hrabě z Hardeggu (německy Johann Ignaz Franz Graf von Hardegg auf Glatz, 30. července 1772, Vídeň – 17. února 1848, Vídeň) byl rakouský šlechtic a generál císařské armády. Jako nižší důstojník vynikl během napoleonských válek, později se uplatnil i jako diplomat a účastník několika mezinárodních kongresů. V armádě nakonec dosáhl hodnosti generála jezdectva a byl velitelem v několika zemích habsburské monarchie. V letech 1831–1848 byl prezidentem dvorské válečné rady. Byl rytířem Řádu zlatého rouna a nositelem několika dalších vyznamenání v Rakousku i v zahraničí.

## Životopis

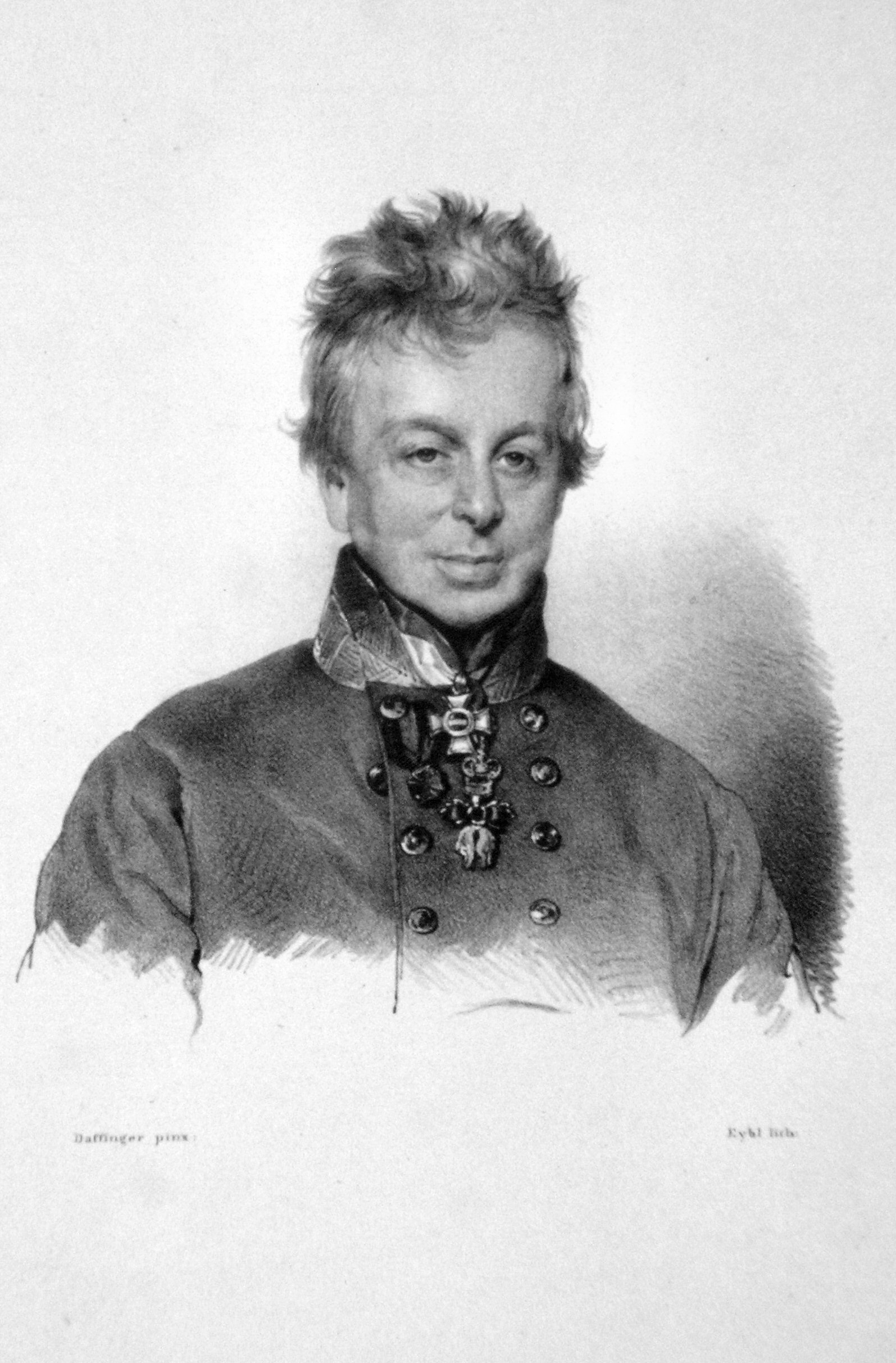
Generál hrabě Ignác Hardegg

Pocházel ze starého šlechtického rodu Hardeggů z Dolních Rakous. Narodil se jako čtvrtý syn hraběte Jana Antonína Konráda z Hardeggu (1737–1810) a jeho manželky Marie Josefy, rozené hraběnky Wilczkové (1737–1817). 
Do armády vstoupil v roce 1789 jako podporučík a pod velením maršála Laudona se zúčastnil války proti Turkům. Na počátku francouzských revolučních válek sloužil v Rakouském Nizozemí, později vynikl v několika bitvách v Německu, vyznamenal se především jezdeckým útokem v bitvě u Heidelbergu (24. září 1794). V tažení proti Francii v roce 1800 bojoval opět v Německu a dosáhl hodnosti majora, v roce 1801 byl spolu se svými mladšími bratry jmenován c.k. komořím. Krátce byl křídelním pobočníkem arcivévody Ferdinanda v Šoproni, v roce 1805 byl povýšen na plukovníka, ale kvůli nemoci se nezúčastnil tažení téhož roku. V roce 1809 se vyznamenal v bitvě u Aspern a dosáhl hodnosti generálmajora, v bitvě u Wagramu byl velitelem brigády 2. armádního sboru. V roce 1813 velel nejprve brigádě ve sboru Mořice z Lichtenštejna, téhož roku byl povýšen na polního podmaršála a byl zraněn. Na jaře 1814 se zúčastnil spojenecké okupace Francie.
Po skončení napoleonských válek se zúčastnil Vídeňského kongresu, kde byl přičleněn jako doprovod ruskému caru Alexandrovi I., jejž doprovázel také na kongresu v Opavě, byl účastníkem i dalších mezinárodních kongresů Svaté aliance v Lublani a Veroně. Mezitím zůstával aktivním vojákem, v letech 1829–1831 vystřídal v rychlém sledu několik postů na různých místech habsburské monarchie. Od prosince 1829 do listopadu 1830 byl vrchním velitelem v Horních Rakousích, poté byl od listopadu 1830 do července 1831 velícím generálem v Sedmihradsku a do prosince 1831 zemským velitelem v Haliči. V prosinci 1830 byl povolán do Vídně ve funkci viceprezidenta dvorské válečné rady, zároveň byl povýšen do hodnosti generála jízdy a jmenován c.k. tajným radou. Nakonec byl v letech 1831–1848 prezidentem dvorské válečné rady, v roce 1836 obdržel Řád zlatého rouna.
Za svou účast ve francouzských revolučních válkách a napoleonských válkách získal řadu vyznamenání. Byl nositelem rytířského kříže Řádu Marie Terezie (1796) a komandérského kříže téhož řádu (1810). Za účast v tažení roku 1813 získal ruský Řád sv. Jiří a v roce 1814 se stal nositelem Vojenského záslužného kříže. Později již jako prezident dvorské válečné rady obdržel další rakouská i zahraniční vyznamenání, ruský Řád sv. Alexandra Něvského (1832) a Řád sv. Ondřeje (1846), pruský Řád černé orlice (1841) a hannoverského Řád Guelfů (1841). V roce 1839 se stal nositelem velkokříže Leopoldova řádu.
Od roku 1803 byl ženatý s hraběnkou Marií Aloisií Gilleisovou (1784–1843), která se později stala c.k. palácovou dámou a dámou Řádu hvězdového kříže. Manželství zůstalo bez potomstva. Jejím švagrem byl kníže Mořic z Ditrichštejna.
Jeho mladší bratři Jan Antonín (1773–1825) a Jan Jindřich (1778–1854) vynikli též jako účastníci napoleonských válek a dosáhli generálských hodností. Jejich sestra Marie Josefa (1777–1847) byla manželkou hraběte Františka Dauna (1781–1836), majitele panství Bítov.